# روجر مايس
روجر مايس (بالإنجليزية: Roger Mais) (و. 1905 – 1955 م) هو شاعر، وصحفي، ومؤلف، وروائي، وكاتب، وكاتب مسرحي جامايكي، ولد في كينغستون، توفي في كينغستون، عن عمر يناهز 50 عاماً.

## جوائز
حصل على جوائز منها:
- جائزة المنافسة العامة  [لغات أخرى]‏ (1946)
- قائد الفنون والآداب